# سام أوكونور
سام أوكونور (بالإنجليزية: Sam O'Connor)‏ هو سياسي أسترالي، ولد في 5 أغسطس 1991 في إبسوتش في أستراليا. حزبياً، نشط في الحزب الوطني الليبرالي في كوينزلاند. وقد انتخب عضو المجلس التشريعي ولاية كوينزلاند عن دائرة Electoral district of Bonney ‏ (25 نوفمبر 2017 – ).